# Flussio
Flussio é uma comuna italiana da região da Sardenha, na província de Oristano,  com cerca de 497 habitantes. Estende-se por uma área de 6 km², tendo uma densidade populacional de 83 hab/km². Faz fronteira com Magomadas, Modolo, Sagama, Scano di Montiferro (OR), Sennariolo (OR), Suni, Tinnura, Tresnuraghes (OR).